# Magnétométrie
.
La magnétométrie est le domaine de la physique concernant la mesure du champ magnétique, du moment magnétique (ou de l'aimantation) et des caractéristiques physiques liées aux propriétés magnétiques des matériaux. 
Les appareils permettant de mesurer les propriétés magnétiques de la matière sont des magnétomètres. 
La magnétométrie permet de caractériser à distance et de manière non destructive une large gamme de matériaux, de dispositifs, et de processus mettant en jeu des effets magnétiques.

Évolution de la déclinaison entre 1590 et 1990 : cliquez pour l'animer.

Les mesures magnétiques sont utilisées par de nombreux domaines (physique, chimie, biologie, géologie, archéologie, médecine…).
Il existe un réseau francophone et européen d'experts universitaires et industriels dans le domaine de la magnétométrie.
La magnétométrie permet de détecter les anomalies et les variations locales du champ magnétique terrestre. Dans le domaine de l'exploitation du pétrole, cette méthode est utilisée dans l’étude des bassins sédimentaires pour détecter les anomalies causées par des structures du socle, par la topographie ou par les failles et les plis. Elle est également employée en archéologie pour repérer des structures enfouies ou comblées (murs, fossés).